# قائمة رؤساء أيرلندا
رئيس أيرلندا (بالأيرلندية: Uachtarán na hÉireann) هو رئيس دولة جمهورية أيرلندا والقائد الأعلى لقوات الدفاع الأيرلندية.
يشغل الرئيس منصبه لمدة سبع سنوات، ويمكن انتخابه لولايتين كحد أقصى. يُنتخب الرئيس مباشرة من قبل الشعب، لكن لا يحدث اقتراع في حال ترشيح مرشح واحد فقط، وهو ما حدث في ست حالات حتى الآن. الرئاسة هي منصب شرفي إلى حد كبير، لكن الرئيس يمارس بعض السلطات المحدودة بسلطة تقديرية مطلقة. يعمل الرئيس كممثل للدولة الأيرلندية وحارسًا للدستور. المقر الرسمي للرئيس هو مبنى إيرس أن أوختران (بالأيرلندية: Áras an Uachtaráin) في فينيكس بارك، دبلن. تأسس المنصب بموجب دستور أيرلندا في عام 1937، وتولى أول رئيس منصبه في عام 1938، وأصبح معترفًا به دوليًا كرئيس للدولة في عام 1949 بعد دخول قانون جمهورية أيرلندا حيز التنفيذ.
الرئيس الحالي هو مايكل دانييل هيجينز، الذي انتُخب للمرة الأولى في 29 أكتوبر 2011. نُصِّب في 11 نوفمبر 2011. أعيد انتخابه لولاية ثانية في 26 أكتوبر 2018.

## الواجبات والمهام الاعتيادية
ينص دستور أيرلندا على نظام حكم برلماني، يكون دور رئيس الدولة بموجبه دورًا شرفيًا إلى حد كبير. يُعد الرئيس رسميًا جزءًا من الأويرياشتاس (البرلمان الوطني) الذي يضم أيضًا مجلسين هما دويل أيرن (الجمعية الأيرلندية أو مجلس النواب) وشاناد أيرن (مجلس الشيوخ الأيرلندي أو مجلس الشيوخ).
على عكس معظم الجمهوريات البرلمانية، فإن الرئيس ليس حتى الرئيس التنفيذي الاسمي. بدلًا من ذلك، فإن السلطة التنفيذية في أيرلندا منوطة صراحةً بالحكومة (مجلس الوزراء). ومع ذلك، فإن الحكومة ملزمة بإبقاء الرئيس على اطلاع بشكل عام بشؤون السياسة الداخلية والخارجية. لا يجوز تنفيذ معظم مهام الرئيس إلا وفقًا للتعليمات الصارمة المنصوص عليها في الدستور، أو وفقًا «للمشورة» الملزمة من الحكومة. ومع ذلك، يمتلك الرئيس بعض السلطات الشخصية التي يمكن ممارستها وفقًا لتقديره.

### الوظائف الدستورية
يحدد الدستور الوظائف الرئيسية:
تعيين الحكومة
يعين الرئيس رسميًا التيشخ (رئيس الحكومة) والوزراء الآخرين ويقبل استقالاتهم. يُعيّن التيشخ بناءً على ترشيح الدويل أيرن، ويتوجب على الرئيس تعيين من يعينه الدويل دون الحق في رفض التعيين. يُعيّن باقي أعضاء مجلس الوزراء بناءً على ترشيح التيشخ وموافقة الدويل؛ كما هو الحال مع تعيين التيشخ، يتوجب على الرئيس تحديد المنصب دون الحق في تعيين شخص آخر. يُفصل الوزراء بناءً على نصيحة التيشخ ويجب على التيشخ، ما لم يتم حل الدويل، الاستقالة عند فقدان ثقة المجلس.
تعيين السلطة القضائية
يعين الرئيس القضاة في جميع المحاكم في أيرلندا، بناءً على مشورة الحكومة.
عقد وحلّ الدويل
تُمارس هذه السلطة بناءً على نصيحة التيشخ؛ ليست هناك حاجة إلى موافقة الحكومة أو الدويل. لا يجوز للرئيس أن يرفض الحل إلا عندما يفقد التيشخ ثقة الدويل.
توقيع مشاريع القوانين وتحويلها إلى قوانين
لا يمكن للرئيس أن يستخدم حق النقض ضد مشروع قانون تبناه مجلسا الدويل والشاناد. ومع ذلك، يجوز للرئيس إحالة مشروع القانون إلى المحكمة العليا لاختبار دستوريته. إذا أيدت المحكمة العليا مشروع القانون، يجب على الرئيس التوقيع عليه. ومع ذلك، إذا تبين أنه غير دستوري، فإن الرئيس سيرفض منح الموافقة.
تمثيل الدولة في الشؤون الخارجية
تُمارس هذه السلطة فقط بناءً على نصيحة الحكومة. يعتمد الرئيس السفراء ويتسلم خطابات اعتماد الدبلوماسيين الأجانب. يوقع الوزراء المعاهدات الدولية باسم رئيس الجمهورية. لم يُمارس هذا الدور من قبل الرئيس قبل قانون جمهورية أيرلندا لعام 1948.
القائد الأعلى لقوات الدفاع
يشبه هذا الدور إلى حد ما في القانون دور القائد العام للقوات المسلحة. يوقع الرئيس ويختم تفويض الضابط. يُعتبر منصبًا اسميًا، وتُمارس صلاحياته بناءً على مشورة الحكومة.
سلطة العفو
يتمتع الرئيس «بحق العفو وسلطة تخفيف العقوبة أو إبدالها». نادرًا ما طُبّق العفو على أخطاء العدالة: توماس كوين عام 1940، وبرادي عام 1943، ونيكي كيلي عام 1992. الإجراء الحالي محدد في المادة 7 من قانون الإجراءات الجنائية لعام 1993. كانت هناك خطط في عام 2005 لمنح العفو للقوات شبه العسكرية «الفارّة» كجزء من عملية السلام في أيرلندا الشمالية لاستكمال الإفراج المبكر لعام 1998 عن السجناء العاملين بعد اتفاق الجمعة العظيمة. كان هذا مثيرًا للجدل وسرعان ما صُرف النظر عنه مع مقترحات بريطانية مماثلة. لا تقتصر سلطة التخفيف والإبدال على الرئيس، رغم أن الحال كان كذلك بالنسبة لأحكام الإعدام التي صدرت قبل إلغاء عقوبة الإعدام.
تشمل الوظائف الأخرى التي يحددها القانون أو غير ذلك ما يلي:
- الرئيس هو بحكم منصبه رئيس جمعية الصليب الأحمر الأيرلندي.[7]
- يعين الرئيس، بناءً على مشورة الحكومة، الأساتذة الأوائل ورئيس مجلس معهد دبلن للدراسات المتقدمة؛ محافظ البنك المركزي الأيرلندي؛ أعضاء نداءات الخدمات المالية الأيرلندية المحكمة؛ أمين المظالم؛ وأعضاء لجنة شؤون مظالم الغاردا سيوشانا.[8]
- يعين الرئيس قيّمًا واحدًا لمكتبة تشستر بيتي. حُدد هذا في وصية تشستر بيتي ونُفّذ بموجب قانون عام 1968 الصادر عن الأويرياشتاس.[9]
- الرئيس هو راعي جائزة غاشكي- جائزة الرئيس، التي تأسست بموجب صك الثقة في عام 1985.[10]
- الرئيس هو راعي عشائر أيرلندا، بما في ذلك وسام الاستحقاق، منذ موافقته على ذلك في يناير 2012.[11]
- يمنح الرئيس لقب «سوي» (بالأيرلندية: Saoi) لأولئك المنتخبين من قبل أعضاء الإسدانا.[7]
- الرئيس هو الراعي للعديد من المؤسسات الخيرية في أيرلندا.[12]

### قيود خاصة
- لا يجوز للرئيس مغادرة الدولة دون موافقة الحكومة.[13]
- يجب أن توافق الحكومة مسبقًا على كل خطاب رسمي أو رسالة «إلى الأمة» أو إلى أي من مجلسي البرلمان أو كليهما. بخلاف هاتين المناسبتين (نادرًا جدًا)، لا توجد قيود على حق الرئيس في الكلام. بينما كان الرؤساء السابقون حذرين بشكل استثنائي في إلقاء الخطب وقدموها للتدقيق في كل مناسبة تقريبًا، استخدمت ماري روبنسون وماري ماك أليس حقهما في التحدث دون موافقة الحكومة، إذ أجرت ماكاليز العديد من المقابلات التلفزيونية والإذاعية الحية. ومع ذلك، يمتنع رؤساء المؤتمرات عن النقد المباشر للحكومة.[14]

## القائمة
| No. | الصورة                                                            | الاسم (الميلاد–الوفاة)               | المناصب السابقة                                                | الفترة               | الفترة             | الفترة             | الحزب                      | الحزب              | الانتخابات |
| No. | الصورة                                                            | الاسم (الميلاد–الوفاة)               | المناصب السابقة                                                | استلم المنصب (00:00) | ترك المنصب (24:00) | المدة              | الحزب                      | الحزب              | الانتخابات |
| --- | ----------------------------------------------------------------- | ------------------------------------ | -------------------------------------------------------------- | -------------------- | ------------------ | ------------------ | -------------------------- | ------------------ | ---------- |
| 1   | Douglas Hyde, circa 1940.jpg                                      | دوغلاس هايد (1860–1949)              | عضو مجلس الشيوخ الأيرلندي (1922–1925، 1938)                    | 25 يونيو 1938        | 24 يونيو 1945      | 7 سنة              |                            | فيانا فايل         | 1938       |
| 1   | Douglas Hyde, circa 1940.jpg                                      | دوغلاس هايد (1860–1949)              | عضو مجلس الشيوخ الأيرلندي (1922–1925، 1938)                    | 25 يونيو 1938        | 24 يونيو 1945      | 7 سنة              | فاين جايل                  |                    | 1938       |
| 2   | Sean T O'Kelly, 1949.jpg                                          | شون ت أوكيلي (1882–1966)             | تانيست (1932–1945)                                             | 25 يونيو 1945        | 24 يونيو 1959      | 14 سنة             |                            | فيانا فايل         | 1945       |
| 2   | Sean T O'Kelly, 1949.jpg                                          | شون ت أوكيلي (1882–1966)             | تانيست (1932–1945)                                             | 25 يونيو 1945        | 24 يونيو 1959      | 14 سنة             |                            | نفسه               | 1952       |
| 3   | Éamon de Valera, President of Ireland, in 1960s (43915959314).jpg | إيمون دي فاليرا (1882–1975)          | تيشخ (1932–1948، 1951–1954، 1957–1959)                         | 25 يونيو 1959        | 24 يونيو 1973      | 14 سنة             |                            | فيانا فايل         | 1959       |
| 3   | Éamon de Valera, President of Ireland, in 1960s (43915959314).jpg | إيمون دي فاليرا (1882–1975)          | تيشخ (1932–1948، 1951–1954، 1957–1959)                         | 25 يونيو 1959        | 24 يونيو 1973      | 14 سنة             | فيانا فايل                 | 1966               |            |
| 4   |                                                                   | أرسكين هاميلتون تشايلدرز (1905–1974) | تانيست (1969–1973)                                             | 25 يونيو 1973        | 17 نوفمبر 1974     | 1 سنة و145 أيام    |                            | فيانا فايل         | 1973       |
| 5   | Cearbhall Ó Dálaigh, 1975 (cropped).jpg                           | Cearbhall Ó Dálaigh (1911–1978)      | رئيس قضاة أيرلندا ‏ (1961–1973)                                 | 19 ديسمبر 1974       | 22 أكتوبر 1976     | 1 سنة و308 أيام    |                            | رشحته جميع الأحزاب | 1974       |
| 6   | Patrick Hillery (cropped).jpg                                     | باتريك هيلري (1923–2008)             | المفوض الأوروبي للوظائف والحقوق الاجتماعية ‏ (1973–1976)        | 3 ديسمبر 1976        | 2 ديسمبر 1990      | 14 سنة             |                            | فيانا فايل         | 1976       |
| 6   | Patrick Hillery (cropped).jpg                                     | باتريك هيلري (1923–2008)             | المفوض الأوروبي للوظائف والحقوق الاجتماعية ‏ (1973–1976)        | 3 ديسمبر 1976        | 2 ديسمبر 1990      | 14 سنة             | فيانا فايل                 | 1983               |            |
| 7   | Mary Robinson, May 1995 01 (cropped).jpg                          | ماري روبنسون (مواليد 1944)           | مجلس الشيوخ الأيرلندي (1969–1989)                              | 3 ديسمبر 1990        | 12 سبتمبر 1997     | 6 سنوات و283 أيام  |                            | حزب العمال         | 1990       |
| 7   | Mary Robinson, May 1995 01 (cropped).jpg                          | ماري روبنسون (مواليد 1944)           | مجلس الشيوخ الأيرلندي (1969–1989)                              | 3 ديسمبر 1990        | 12 سبتمبر 1997     | 6 سنوات و283 أيام  | حزب العمال الأيرلندي ‏      |                    | 1990       |
| 7   | Mary Robinson, May 1995 01 (cropped).jpg                          | ماري روبنسون (مواليد 1944)           | مجلس الشيوخ الأيرلندي (1969–1989)                              | 3 ديسمبر 1990        | 12 سبتمبر 1997     | 6 سنوات و283 أيام  | Independent                |                    | 1990       |
| 8   | Mary McAleese, President of Ireland (cropped).jpg                 | ماري ماك أليس (مواليد 1951)          | أستاذ القانون الجنائي وعلم الإجرام وعلم العقاب في كلية الثالوث | 11 نوفمبر 1997       | 10 نوفمبر 2011     | 14 سنة             |                            | فيانا فايل         | 1997       |
| 8   | Mary McAleese, President of Ireland (cropped).jpg                 | ماري ماك أليس (مواليد 1951)          | أستاذ القانون الجنائي وعلم الإجرام وعلم العقاب في كلية الثالوث | 11 نوفمبر 1997       | 10 نوفمبر 2011     | 14 سنة             | حزب الديمقراطيين التقدميين |                    | 1997       |
| 8   | Mary McAleese, President of Ireland (cropped).jpg                 | ماري ماك أليس (مواليد 1951)          | أستاذ القانون الجنائي وعلم الإجرام وعلم العقاب في كلية الثالوث | 11 نوفمبر 1997       | 10 نوفمبر 2011     | 14 سنة             |                            | نفسها              | 2004       |
| 9   | 2022 Michael D. Higgins (51988246304) (cropped).jpg               | مايكل دانييل هيجينز (مواليد 1941)    | Minister for Arts، Culture and Gaeltacht (1993–1997)           | 11 نوفمبر 2011       | في المنصب          | 13 سنوات و130 أيام |                            | حزب العمال         | 2011 ‏      |
| 9   | 2022 Michael D. Higgins (51988246304) (cropped).jpg               | مايكل دانييل هيجينز (مواليد 1941)    | Minister for Arts، Culture and Gaeltacht (1993–1997)           | 11 نوفمبر 2011       | في المنصب          | 13 سنوات و130 أيام |                            | نفسه               | 2018       |

## غياب الرئيس
لا يوجد منصب نائب رئيس أيرلندا. في حالة الشغور المبكر، يجب انتخاب خَلَف في غضون ستين يومًا. في حال شغور المنصب أو أن الرئيس غير متاح، تُنفذ واجبات ووظائف المنصب من قبل لجنة رئاسية، تتكون من رئيس القضاة، والمتحدث باسم الدويل (كاون كورلي)، ورئيس الشاناد (كاهيرلاخ). غالبًا ما تُنفذ الوظائف الروتينية كتوقيع مشاريع القوانين من قبل اللجنة الرئاسية عندما يكون الرئيس في الخارج أثناء زيارة دولية. إن سلطة الحكومة في منع الرئيس من مغادرة الدولة مهمة في مواءمة التقويمين الدبلوماسي والتشريعي.
من الناحية الفنية، تنتهي فترة ولاية كل رئيس في منتصف الليل في اليوم السابق لتنصيب الرئيس الجديد. لذلك، بين منتصف الليل وتنصيب اليوم التالي، تتولى اللجنة الرئاسية المهام والوظائف الرئاسية. يخول الدستور مجلس الدولة، الذي يتصرف بأغلبية أعضائه، «لوضع الأحكام التي يرونها مناسبة» لممارسة واجبات الرئيس في أي حالة طارئة لا يتوقعها الدستور. ومع ذلك، لم تقتضي الضرورة حتى الآن أن يتولى المجلس هذا الدور. على الرغم من أن الرئيس المنتهية ولايته والمعاد انتخابه عادة ما يوصف في وسائل الإعلام بأنه «رئيس» قبل تقلده المنصب، فإن هذا غير صحيح في الواقع. يوضح الدستور الأيرلندي أن فترة ولاية الرئيس تنتهي في اليوم السابق لتنصيب من يخلفهم. في فترة خلو المنصب، تعمل اللجنة الرئاسية كرئيس، رغم أنها عادة ما تكون لمدة أقل من 11 ساعة، لم تُستدعى أي لجنة رئاسية للقيام بأي شيء في تلك الفترة. من الناحية الفنية، في تلك الفترة، يكون الرئيس المنتهية ولايته رئيسًا سابقًا، وفي حالة إعادة انتخابه، يكون رئيسًا منتخبًا.
حدث شغور منصب الرئاسة ثلاث مرات: عند وفاة أرسكين تشايلدرز هاميلتون عام 1974، واستقالة كاراوال أو دالا عام 1976 واستقالة ماري روبنسون عام 1997.